# La Framboisière
La Framboisière – miejscowość i gmina we Francji, w Regionie Centralnym, w departamencie Eure-et-Loir.
Według danych na rok 1990 gminę zamieszkiwało 289 osób, a gęstość zaludnienia wynosiła 55 osób/km² (wśród 1842 gmin Regionu Centralnego La Framboisière plasuje się na 852. miejscu pod względem liczby ludności, natomiast pod względem powierzchni na miejscu 1354.).